# Mike Smith (Eishockeyspieler)
Michael Christopher „Mike“ Smith (* 22. März 1982 in Kingston, Ontario) ist ein kanadischer Eishockeytorwart, der zuletzt bis Juli 2023 bei den Edmonton Oilers in der National Hockey League unter Vertrag stand. Zuvor war er in der NHL für die Calgary Flames, Dallas Stars, Tampa Bay Lightning und Phoenix/Arizona Coyotes aktiv. Mit der kanadischen Nationalmannschaft gewann er jeweils die Goldmedaille bei den Olympischen Winterspielen 2014 und der Weltmeisterschaft 2015.

## Karriere

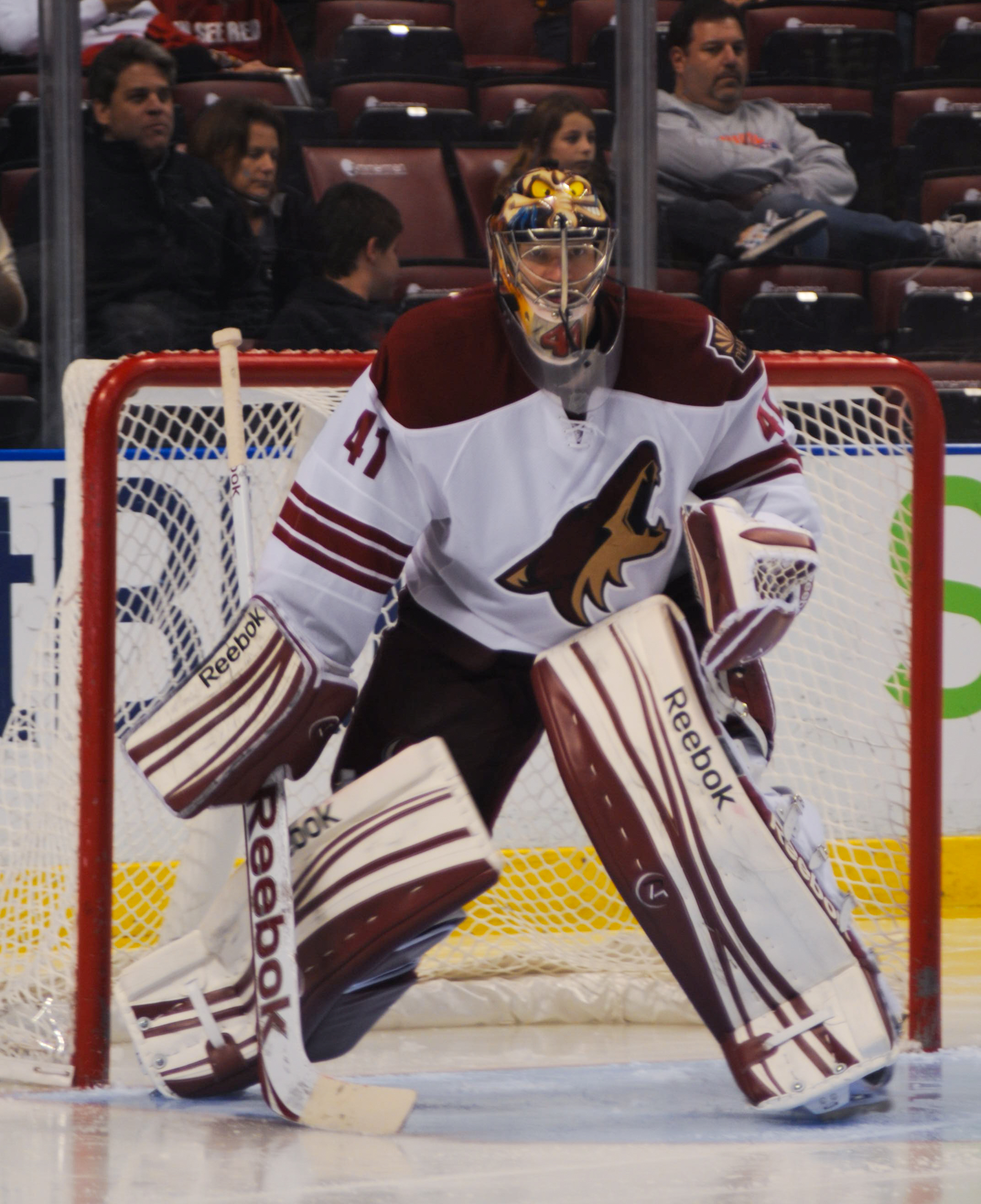
Smith im Trikot der Phoenix Coyotes

Smith begann seine Karriere 1999 in der kanadischen Juniorenliga Ontario Hockey League bei den Kingston Frontenacs in seiner Heimatstadt. Dort teilte er sich den Torhüterposten mit Andrew Raycroft, der später für die Toronto Maple Leafs in der National Hockey League spielte. Zu Beginn der Spielzeit 2000/01 verließ Smith Kingston in Richtung Sudbury Wolves, die ebenfalls in der OHL spielten, wo er 43 Spiele bei einem Gegentorschnitt von 2,52 und 91,3 Prozent gehaltenen Schüssen absolvierte. Er wurde nach seinem ersten Jahr in Sudbury im NHL Entry Draft 2001 von den Dallas Stars an 161. Stelle im fünften Durchgang gezogen, blieb aber noch ein Jahr in der OHL.
Als Profispieler wechselte der Torhüter 2002 in die East Coast Hockey League. In Diensten der Lexington Men O’War gelang es ihm, in einem Spiel einen Shutout und ein Tor zu erzielen. Gleichzeitig war das Spiel sein erster Sieg als Profi. In derselben Saison kam er auch elf Mal für die Utah Grizzlies in der American Hockey League zum Einsatz, wo er Jason Bacashihua bzw. Corey Hirsch vertrat.
Nachdem er bei den Houston Aeros in der AHL die Saison 2004/05 absolvierte und gute Leistungen gebracht hatte, spielte Smith für die Iowa Stars, dem AHL-Farmteam der Dallas Stars. Hier teilte er sich die Position als Schlussmann mit Dan Ellis und kam auf 50 Spiele, die er mit einem Gegentorschnitt von 2,5 und einer Fangquote von 91,7 % absolvierte. Damit half er den Iowa Stars, die erst 2005 gegründet worden waren, in ihre ersten Play-offs, in denen er seine Leistungen konstant halten konnte und sich außerdem als Nummer 1 gegen Ellis durchsetzen konnte. Im April 2006 wurde er zum Spieler des Monats ausgezeichnet. Smith konnte auch den ersten Shutout in der kurzen Geschichte der Iowa Stars verbuchen. Im Januar 2006 feierte Smith sein Debüt im Trikot der Stars, als er für ein Spiel als Ersatzmann für Johan Hedberg, der Marty Turco vertrat, auf der Bank saß, allerdings nicht zum Einsatz kam.
In der Spielzeit 2006/07 lief Smith als Marty Turcos Back-up für die Dallas Stars auf. Smith erhielt einen Vertrag über ein Jahr von den Stars. Er konnte am 21. Oktober 2006 sein NHL-Debüt feiern und krönte eine hervorragende Leistung mit seinem ersten NHL-Shutout. Im Juni 2007 wurde er schließlich in das NHL All-Rookie-Team gewählt. Des Weiteren erhielt er einen mit 1,9 Millionen Dollar dotierten Zweijahresvertrag. Auch in der Saison 2007/08 überzeugte Smith mit guten Leistungen und bildete weiterhin mit Turco das Torhütergespann der Dallas Stars. Ende Februar 2008 wurde er aber zusammen mit Jussi Jokinen und Jeff Halpern zu den Tampa Bay Lightning transferiert, die Brad Richards und Johan Holmqvist nach Dallas schickten. Smith sollte in Tampa Bay den Platz als Stammtorhüter einnehmen.
Nach über drei Jahren in Tampa erhielt Smith am 1. Juli 2011 als Free Agent einen Kontrakt für zwei Jahre bei den Phoenix Coyotes. Diesen verlängerte er später um weitere sechs Jahre zu einem Gesamtsalär von 34 Millionen US-Dollar bis zum Sommer 2019. In der Saison 2013/14 schoss Smith als erst elfter Torhüter der NHL-Geschichte ein Tor. Zwei Jahre vor Auslauf seines bestehenden Vertrags wurde Smith Mitte Juni 2017 im Tausch für Torwart Chad Johnson und Nachwuchsspieler Brandon Hickey zu den Calgary Flames transferiert. Arizona – das Franchise hatte 2014 seinen Namen geändert – übernahm für die verbleibenden zwei Vertragsjahre ein Viertel des Gehalts seines Ex-Spielers.
Nach Erfüllung seines Vertrags in Calgary schloss sich Smith im Juli 2019 als Free Agent den Edmonton Oilers an und unterzeichnete dort einen Einjahresvertrag, der im Oktober 2020 um eine Spielzeit sowie im Juli 2021 um zwei weitere Jahre verlängert wurde. Vor Beginn der Saison 2022/23 fiel Smith jedoch durch die medizinische Untersuchung, bevor bekanntgegeben wurde, dass er wahrscheinlich die gesamte Spielzeit verletzungsbedingt verpassen wird; dies bewahrheitete sich letztlich. Zur Art der Verletzung wurde jedoch keine Angabe gemacht.

### International
Smith vertrat sein Heimatland bei den Weltmeisterschaften 2013 in Helsinki und 2015 in Tschechien. Dabei führte er das Team bei der Weltmeisterschaft 2015 als Stammtorwart zum Gewinn der Goldmedaille. Bereits im Jahr zuvor hatte er als dritter Torhüter im Kader mit den Ahornblättern seinen ersten internationalen Erfolg mit dem Gewinn des Olympiatitels verbucht. Bei den Olympischen Winterspielen 2014 im russischen Sotschi war Smith hinter Carey Price und Roberto Luongo ohne Einsatz geblieben.

## Erfolge und Auszeichnungen
- 2007 NHL All-Rookie Team
- 2012 NHL-Spieler des Monats Februar
- 2017 Teilnahme am NHL All-Star Game
- 2018 Teilnahme am NHL All-Star Game

### International
- 2014 Goldmedaille bei den Olympischen Winterspielen
- 2015 Goldmedaille bei der Weltmeisterschaft

## Karrierestatistik
Stand: Ende der Saison 2022/23

### International
Vertrat Kanada bei:
- Weltmeisterschaft 2013
- Olympischen Winterspielen 2014
- Weltmeisterschaft 2015

(Legende zur Torhüterstatistik: GP oder Sp = Spiele insgesamt; W oder S = Siege; L oder N = Niederlagen; T oder U oder OT = Unentschieden oder Overtime- bzw. Shootout-Niederlage; Min. = Minuten; SOG oder SaT = Schüsse aufs Tor; GA oder GT = Gegentore; SO = Shutouts; GAA oder GTS = Gegentorschnitt; Sv% oder SVS% = Fangquote; EN = Empty Net Goal; 1 Play-downs/Relegation; Kursiv: Statistik nicht vollständig)

## Familie
Mike Smith ist mit der ehemaligen kanadischen Skirennläuferin Brigitte Acton verheiratet; die Hochzeit fand am 3. September 2010 statt.